# محتوى محلي
المحتوى المحلي (بالإنجليزية: Local Content)‏ هو المحافظة على أكبر قدر ممكن من المال المنفق على المشتريات داخل الدولة من قبل الفئات المستهدفة سواء جهات حكومية أو خاصة أو حتى افراد المجتمع. حيث تساهم جميع الشرائح الاقتصادية في تمكينه و تنميته بدءاً من أفراد المجتمع إلى القطاع الخاص والعام.

## عناصر المحتوى المحلي
- الأصول
- القوى العاملة
- السلع والخدمات
- التقنية ونحوها